# Maurice Ravel
Joseph Maurice Ravel (pronunciación en francés: /ʒɔzɛf mɔʁis ʁavɛl/; Ciboure, Labort, 7 de marzo de 1875-París, 28 de diciembre de 1937) fue un compositor francés del siglo XX. Su obra, frecuentemente vinculada al impresionismo,  junto con su contemporáneo Claude Debussy, muestra además un audaz estilo neoclásico y, a veces, rasgos del expresionismo, y es el fruto de una compleja herencia y de hallazgos musicales que revolucionaron la música para piano y para orquesta. Reconocido como maestro de la orquestación y por ser un meticuloso artesano musical, cultivando la perfección formal sin dejar de ser al mismo tiempo profundamente humano y expresivo, Ravel sobresalió por revelar «los juegos más sutiles de la inteligencia y las efusiones más ocultas del corazón» (Le Robert).

## Biografía

### 1875-1900: El aprendizaje

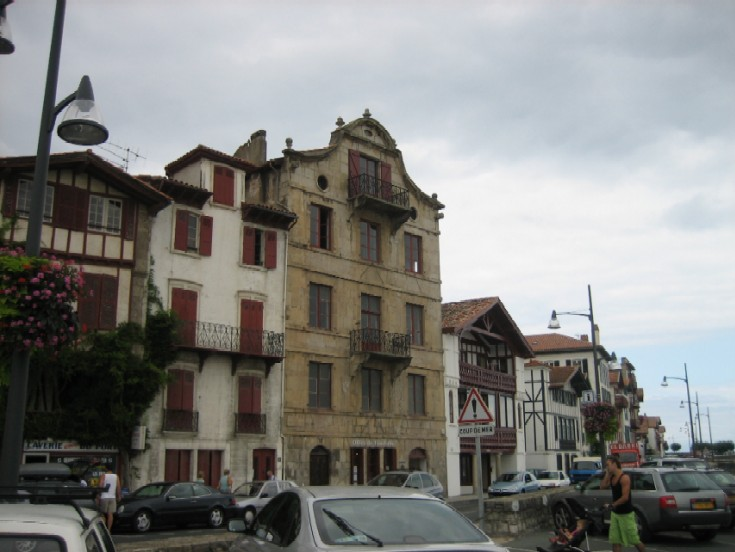
Casa natal de Ravel en Ciburu.

Ravel nació el 7 de marzo de 1875, en el 12 del Quai de la Nivelle en Ciboure, departamento de los Pirineos Atlánticos, parte del País Vasco francés. Su padre, Joseph Ravel (1832-1908), era un renombrado ingeniero civil, de ascendencia suiza y saboyarda (Ravex). Su madre, Marie Delouart-Ravel (1840-1917), era de origen vasco, (Deluarte o Eluarte). Tuvo un hermano menor, Édouard Ravel (1878-1960) con quien mantuvo durante toda su vida una fuerte relación afectiva.
Pocos meses después, en junio de 1875, la familia Ravel se trasladó a París. La influencia sobre el imaginario musical de Maurice Ravel de sus orígenes vascos es discutida, puesto que el músico no regresó al País Vasco francés antes de los 25 años. No obstante, en la biografía escrita por Arbie Orenstein se menciona que Ravel se sentía muy unido a su madre y que ésta le transmitió su patrimonio cultural vasco (el cual, según Orenstein, habría tenido una gran influencia en la vida y la producción musical de Ravel); según dicha biografía, uno de los primeros recuerdos del compositor labortano eran las canciones folclóricas vascas que su madre le cantaba. Más tarde regresaría regularmente a San Juan de Luz para pasar las vacaciones o para trabajar.
Sus padres frecuentaban los medios artísticos, fomentando los primeros pasos de su hijo que muy pronto reveló un talento musical excepcional. Comenzó el estudio del piano a los seis años bajo la guía de Henry Ghys. Niño juicioso, aunque también caprichoso y terco, pronto demostró su natural talento musical, aunque, para desesperación de sus padres y profesores, reconoció más tarde haber sumado a sus numerosos talentos «la más extrema pereza». De hecho, en un principio su padre, para obligarlo a practicar el piano, tenía que prometerle pequeñas propinas. En 1887 recibió precozmente clases de Charles René (armonía, contrapunto y composición). El clima artístico y musical prodigiosamente fértil de París de fines del siglo XIX no podía sino estimular el desarrollo del joven.

Desde muy niño fui sensible a la música —a todo tipo de música—. Mi padre, mucho más cultivado en este arte que la mayoría de aficionados, supo desarrollar mis gustos y estimular tempranamente mi pasión». (Ravel, Esquisse autobiographique, 1928).

#### El futuro de Ravel
Al ingresar en el Conservatorio de París en 1889, Ravel fue alumno de Gabriel Fauré. Ahí conoció al pianista español Ricardo Viñes, que se convirtió en su amigo entrañable e intérprete escogido para sus mejores obras; ambos formarían parte del grupo conocido como Los Apaches, que armaron revuelo en el estreno de Pelléas et Mélisande de Claude Debussy en 1902. Impresionado por las músicas de Extremo Oriente en la Exposición Universal de 1889, entusiasmado por la de los rebeldes Emmanuel Chabrier y de Erik Satie, admirador de Mozart, Saint-Saëns y Debussy, influido por las lecturas de Baudelaire, Poe, Condillac, Villiers de L’Isle-Adam y sobre todo de Mallarmé, Ravel manifestó tempranamente un firme carácter y un espíritu musical muy independiente. Sus primeras composiciones lo probaban: eran ya muestras de una personalidad y una maestría tal que su estilo sólo evolucionaría con el tiempo: Ballade de la reine morte d’aimer (Balada de la reina muerta de amor, 1894), Sérénade grotesque (Serenata grotesca, 1894, ), Menuet antique (1895), Habanera para dos pianos (1896).

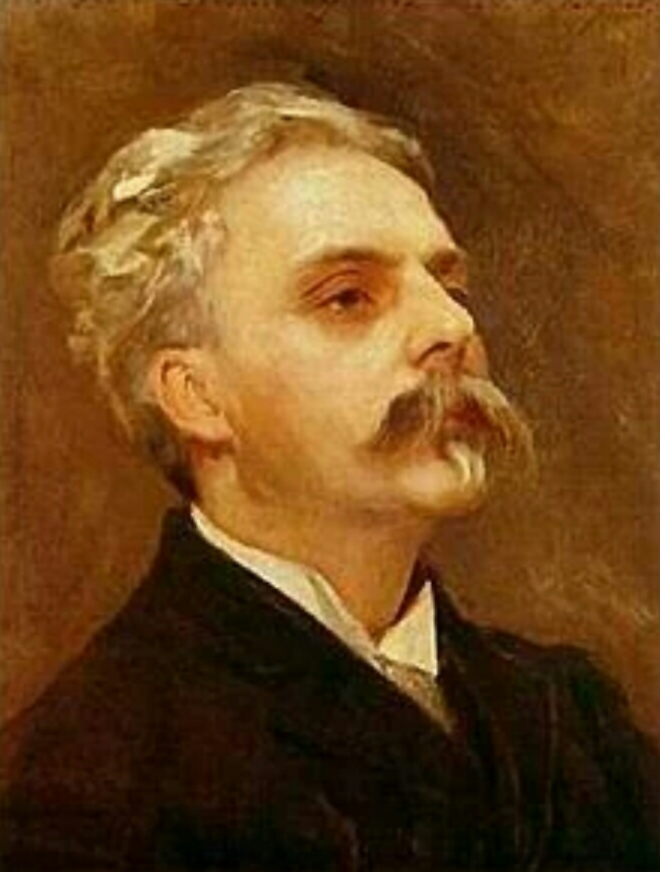
Gabriel Fauré (1845-1924) fue el profesor de Ravel a quien este dedicaría sus Jeux d’eau y su Cuarteto.

En 1897 Ravel entró a la clase de contrapunto de André Gedalge. Ese mismo año, Gabriel Fauré fue también su profesor. Este juzgó al compositor con benevolencia y saludó al «muy buen alumno, laborioso y puntual» y a la «sinceridad que desarma». Al final de sus estudios compuso la Obertura de Shéhérazade (estrenada en mayo de 1899 entre silbidos del público —no confundir con la obra del mismo nombre para voz femenina y orquesta—), y la famosa Pavane pour une infante défunte (Pavana para una infanta difunta) de curioso título, que sigue siendo su obra pianística más tocada por los melómanos aficionados, aunque su autor no la tenía en mucha estima.
En vísperas del siglo XX, el joven Ravel era ya reconocido como compositor, y sus obras eran objeto de discusión. Con todo, lograr la celebridad no iba a ser cosa fácil. La audacia de sus composiciones y su declarada admiración por los «affranchis» (liberados) Chabrier y Satié iba a costarle muchas enemistades entre el círculo de los tradicionalistas.

### 1900-1918: La gran época

#### El Premio de Roma

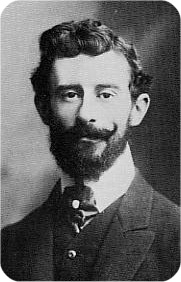
Ravel en 1906.

La tradición en los estudios en el Conservatorio llevaron a Ravel a presentarse al prestigioso Premio de Roma. Sin embargo, sus cuatro candidaturas (1901, 1902, 1903, 1905) culminaron en célebres fracasos. Con su cantata Myrrha (basada en el Sardanápalo de Byron) obtuvo el segundo lugar en 1901  (tras André Caplet y Gabriel Dupont); después fue eliminado prematuramente en 1902 (con Alcyone, basada en la historia de Alcíone en Las metamorfosis de Ovidio) y 1903 (con Alyssa), para ser expulsado en 1905 por haber superado por algunos meses la edad límite. Esta última tentativa desató un verdadero escándalo, al surgir una polémica entre varios periodistas, (en la que Romain Rolland asumió notablemente su defensa); todo desembocó en la renuncia de Théodore Dubois, entonces director del Conservatorio de París, que fue sustituido por Fauré. El escándalo afectó al músico, que fue invitado por sus amigos Alfred y Misia Edwards a un crucero en yate a Holanda junto a los pintores Pierre Bonnard y Pierre Laprade; en dicho viaje se liberó y compuso varias obras.
Más allá del escándalo mediático que confrontó a conservadores y defensores del modernismo, y pese a la molestia que causó al músico, «l’affaire Ravel» contribuyó a dar a conocer su nombre.

#### Primeras obras maestras
Con Jeux d’eau (Juegos de agua) para piano, de 1901 quedó afirmada la personalidad musical de Ravel, que se mantuvo bastante independiente de la riqueza del patrimonio musical de su tiempo (aunque Ravel durante mucho tiempo haya llevado la etiqueta de «debussysta»). Curiosamente, esta vinculación tuvo un giro cuando algunos vieron una influencia raveliana en las piezas de Estampes (1903) de Debussy: esta polémica enfrió las relaciones de ambos músicos. El estreno de Histories naturelles (1906) reavivó el asunto: Pierre Lalo, el crítico del Temps, estigmatizó este arte de «café-concierto con novenas» que recordaba a Debussy, y esta nueva querella disgustó a los dos músicos.
Su reserva, su pudor, su gusto por lo exótico y lo fantástico, su búsqueda casi obsesiva de la perfección formal irradiaron su obra en el período que se extendió de 1901 a 1908: Cuarteto en Fa Mayor (1902), Melodías de Shéhérazade (1904), Miroirs y Sonatina para piano (1905), Introducción y allegro para arpa y conjunto (1906), la Rapsodia española (1908), Ma mère l’Oye (Mi madre, la oca) (1908), suite para piano sobre cuentos clásicos del célebre Mamá Ganso dedicados a los hijos de su amigo Godebski, luego su gran obra maestra para piano Gaspard de la nuit (Gaspard de la noche, 1908), inspirado en poemas de Aloysius Bertrand.

#### Éxitos y decepciones

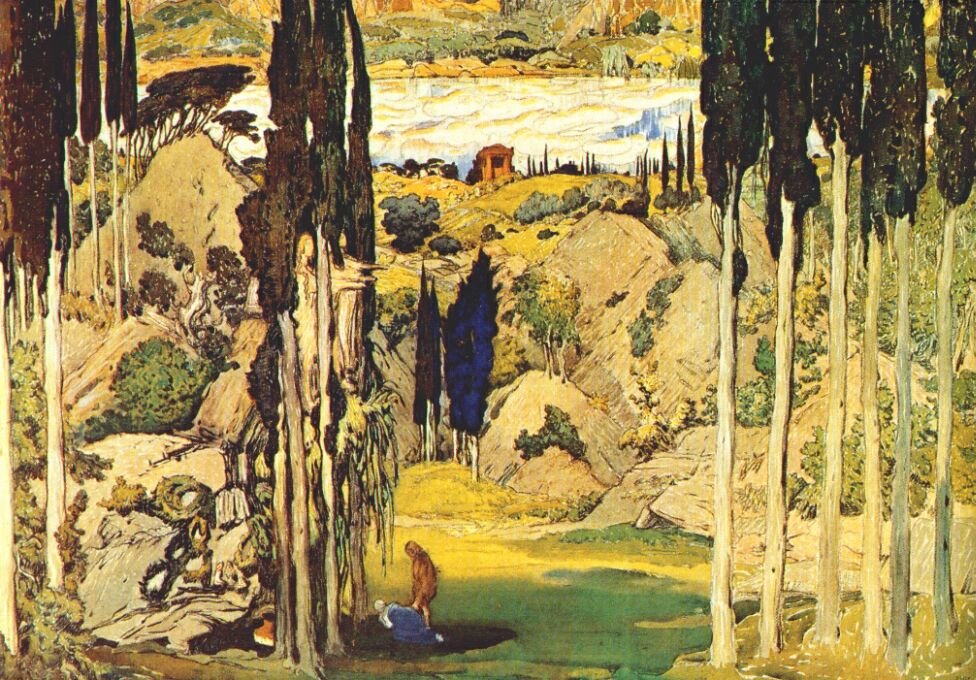
Evocación sinfónica de la Grecia antigua, Daphnis et Chloé es la obra más monumental de Ravel. Decoración concebida por Léon Bakst para el estreno en 1912.

En abril de 1909 Ravel se encontraba en Londres, junto a Ralph Vaughan Williams, para su primera gira de conciertos en el extranjero. Con este motivo descubrió que era conocido y apreciado al otro lado del Canal. En 1910 fue (junto a Charles Koechlin y a Florent Schmitt, en particular) uno de los fundadores de la Société Musicale Indépendante creada para promover la música modernista, en oposición a la Société Nationale de Musique, más conservadora, entonces presidida por Vincent d'Indy.
Pronto dos grandes composiciones iban a causar muchas dificultades. En primer lugar, L'Heure espagnole (La hora española), ópera escrita sobre un libreto de Franc-Nohain, terminada en 1907 y estrenada en 1911, fue mal acogida por el público y sobre todo por la crítica (incluso se la tildó de pornografía). Ni el sabroso humor del libreto ni los atrevidos efectos orquestales de Ravel fueron comprendidos.
Por aquel tiempo, las presentaciones de los Ballets Rusos causaban furor y transformaban la vida de los aficionados en París. El director del conjunto, Serguéi Diáguilev, encargaba obras a los compositores más célebres del momento: Ravel no podía ser la excepción. A continuación compuso por iniciativa de Diáguilev el ballet Daphnis et Chloé, titulado Sinfonía coreográfica. Con su presencia de coros que cantan vocalizaciones -no palabras-, Daphnis y Chloé es una visión de la Grecia antigua en la que Ravel se inspiró en la que los pintores franceses del siglo XVIII le habían dado. El argumento de la obra fue coescrito por Michel Fokine y el compositor. Se trata de la obra de mayor duración del compositor, y por ello fue la más laboriosa. La recepción de la obra fue desigual en el estreno en junio de 1912, lo que causó la amargura del músico.
En 1913, Ravel apoyó sin condiciones a su amigo Stravinski en el momento del tumultuoso estreno de La consagración de la primavera en París. A este período que precedió la guerra, más tarde lo describió Ravel como el más feliz de su vida. Vivía entonces en un apartamento de la prestigiosa avenida Carnot, cerca de la Place de l'Étoile.

#### La guerra

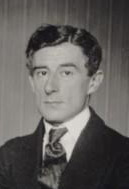
Ravel en 1910.

Agosto de 1914. La Primera Guerra Mundial sorprendió a Ravel en plena composición de su Trío en la menor que estrenó finalmente en 1915. Desde el inicio del conflicto, el compositor pretendió enrolarse, pero, eximido del servicio militar debido a su pequeña estatura, fue rechazado por ser «más liviano que dos kilos». Por lo tanto, la inacción se convirtió en una tortura para Ravel. A través de varias gestiones, terminó por hacerse enrolar como chofer de camión (marzo de 1916) y fue al frente, cerca de Verdún. Víctima, con toda probabilidad, de peritonitis, fue operado antes de ser desmovilizado. Hacia enero de 1917 el compositor se enteró de la muerte de su madre, noticia que lo hundió en un tormento, sin comparación con el causado por la guerra -del cual nunca realmente se recuperó. Sin embargo, su actividad creativa, aunque algo retrasada, resistió estas pruebas acumuladas. Aquel año terminó seis piezas para piano agrupadas bajo el título de la Le Tombeau de Couperin (La tumba de Couperin), suite en un estilo neobarroco francés que dedicó a sus amigos muertos en la guerra.
Así finalizaba la «gran época» de Ravel. Es de esta época aquella imagen comúnmente difundida del Ravel dandi, hombre voluntariamente frío y reservado, encubierto detrás de una afectación y elegancia cuidadosamente calculadas. Pero nada traicionó mejor su verdadera naturaleza que sus obras maestras posteriores a 1918.

### 1918-1928: Ravel se desenmascara

#### Heredero de Debussy

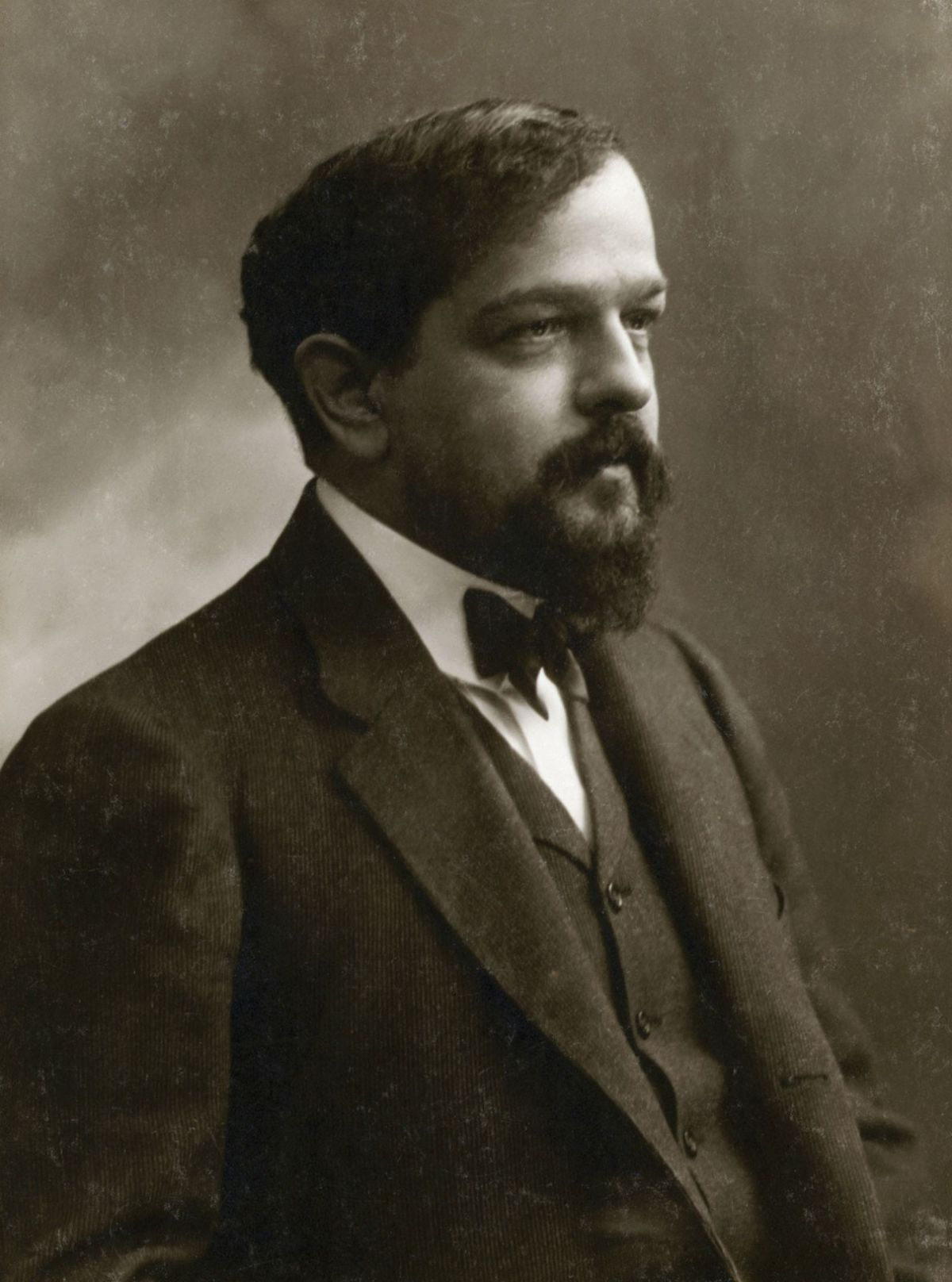
La muerte de Claude Debussy (1862-1918), tan admirado por Ravel, le dejó la difícil misión de liderar la música francesa. En su memoria compuso la Sonata para violín y violoncelo

Finalizada la guerra, se había llevado con ella las ilusiones de la belle époque y había cambiado al músico, como había cambiado a los millones de hombres movilizados en «el gran cataclismo». La máscara del dandi cayó, y fue otro Ravel el que salió de esta dolorosa experiencia. Su producción musical se retrasó considerablemente (una obra al año en promedio, excepto las orquestaciones) pero la intensidad creadora se amplió y la inspiración se encontró liberada.
Los años que pasaban, y después de la muerte de Claude Debussy en 1918, Ravel fue considerado como el más grande compositor francés vivo. Después de haber superado los fracasos de los inicios de su carrera, se encontraban colmado de honores, y sin desenvoltura reaccionó al anuncio de su promoción al rango de Caballero de la Legión de Honor en 1920: se dio el lujo de rechazar la distinción. Satie bromeó: «Ravel rechaza la Legión de Honor, pero toda su música lo acepta».
Su primera obra maestra de la posguerra fue La Valse, poema sinfónico dramático comisionado por los Ballets Rusos de Serguéi Diáguilev y estrenado en abril de 1920 en presencia de Stravinski y de Poulenc. A la memoria de Debussy Ravel compuso más tarde su gran Sonata para violín y violonchelo que estrenó su violinista favorita, Hélène Jourdan-Morhange.

#### Montfort-l’Amaury
En 1921, Ravel se instaló en Montfort-l'Amaury en las Yvelines, deseando adquirir «una casucha a menos de treinta kilómetros de París»: Le Belvédère. En esta casa, hoy un museo, vivió hasta su muerte. Ahí compuso la mayoría de sus últimas obras, las tres Chansons Madécasses sobre poemas de Evariste Parny (1923) y Tzigane (Gitano), rapsodia de concierto (1924), llevando al mismo tiempo una apacible vida de soltero. Le Belvédère se impregnó rápidamente de la personalidad del músico que hizo de ella, incluso en vida, un verdadero museo (colección de porcelanas asiáticas, juguetes mecánicos, relojes).

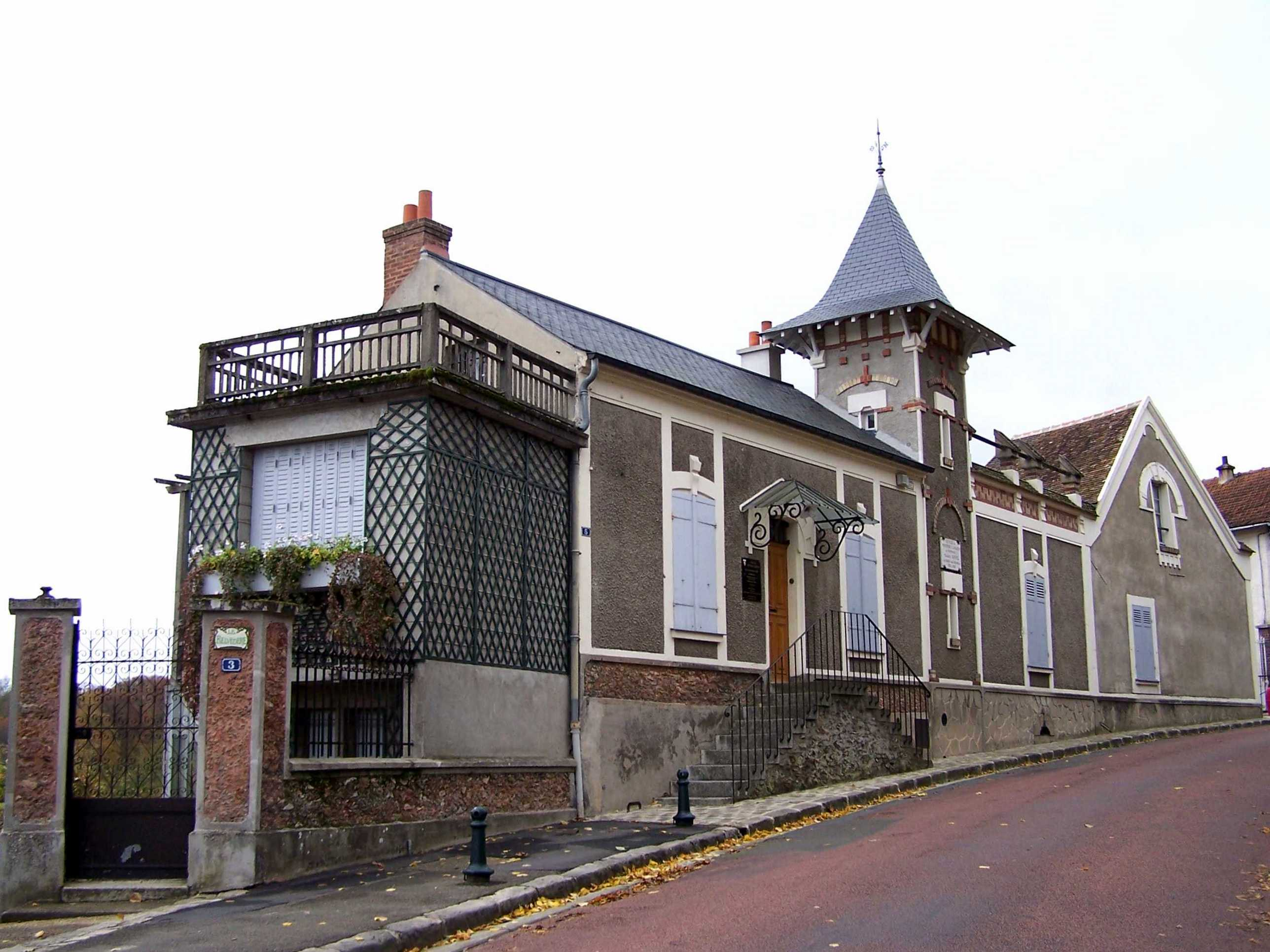
La mansión de Ravel en Montfort-l'Amaury.

Fue también la guarida ineludible del cenáculo raveliano (el escritor Léon-Paul Fargue, los compositores Maurice Delage, Arthur Honegger, Jacques Ibert, Florent Schmitt, Germaine Tailleferre, los intérpretes Marguerite Long, Robert Casadesus, Jacques Février, Madeleine Grey, Hélène Jourdan-Morhange, y los dos fieles discípulos de Ravel, Roland-Manuel y Manuel Rosenthal. Aunque solitario y pudoroso, Ravel tuvo una rica vida social y los testimonios coinciden que tuvo una generosidad y una fidelidad indefectible. Pero las visitas no podían ocultar enteramente la soledad y la tristeza de este hombre, que encontró un escape en la intensificación de su actividad creativa (orquestación de Cuadros de una exposición de Músorgski, 1922) y en una serie de giras por el extranjero (los Países Bajos, Italia, Inglaterra, España).

#### Lirismo yblues
El 1925, año del cincuentenario del compositor, conoció la composición de la obra quizá más original de Maurice Ravel: El niño y los sortilegios. El proyecto de esta fantasía lírica se remonta a 1919, cuando Colette propuso (por mediación de Jacques Rouché, entonces directora de la Ópera de París) la colaboración de Ravel para poner en música un poema propio, titulado inicialmente Divertissement pour ma fille (Divertimento para mi hija). La recepción del público se mitigó en el estreno de la ópera en Montecarlo en marzo de 1925, pero la posteridad dio el lugar merecido a esta joya del repertorio lírico. Colette ha narrado con humor la relación puramente profesional y distante que tuvo con Ravel durante la elaboración de este proyecto. Mientras en 1927 terminaba la Sonata para violín y piano (en la cual introduce un blues), Ravel era celebrado por todas partes y accedía al reconocimiento mundial por su música.

### 1928-1932: En la cúspide de la gloria

#### Ravel en América del Norte

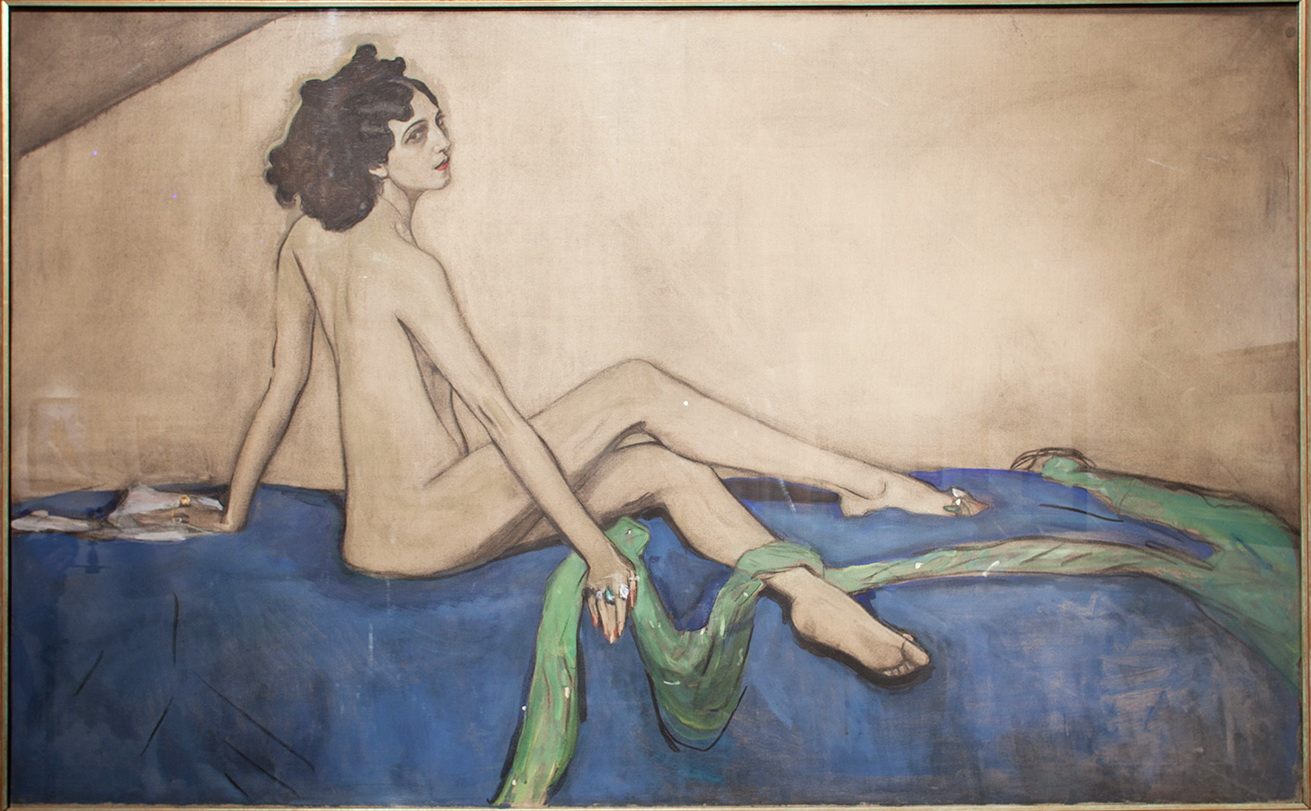
La bailarina y mecenas rusa Ida Rubinstein (1885-1960) era una amiga íntima de Ravel. Ella fue la inspiración y destinataria del Bolero. Retrato de Valentín Serov.

1928 fue el año de la consagración para Ravel, quien realizó de enero a abril una gigantesca gira de conciertos por Estados Unidos y Canadá que le valió, en cada ciudad visitada, un inmenso éxito. Interpretó como pianista su Sonatina, a veces dirigió la orquesta y pronunció discursos sobre la música que, desgraciadamente, no fueron registrados para el futuro. Fue también ocasión para él de admirar la belleza de este continente, cuna del jazz que amaba tanto. Conoció, en particular, al joven George Gershwin, cuya música apreció en gran medida. Cuando más tarde el compositor estadounidense viajó a Francia y le pidió tomar lecciones con él, Ravel se negó, argumentando que «usted perdería su gran espontaneidad melódica para componer en un mal estilo raveliano».

#### ElBolero
De regreso en su país, Ravel comenzó a trabajar en la que se convirtió en su obra más famosa e interpretada. La célebre bailarina y coreógrafa Ida Rubinstein le había encargado en 1927 un «ballet de carácter español» para el cual el músico adoptó una antigua danza andaluza: el bolero. La obra, que apuesta por durar alrededor de un cuarto de hora con solo dos temas y una cantinela incansablemente repetida, fue estrenada el 22 de noviembre de 1928 frente a un público un tanto asombrado. Su difusión fue inmediatamente inmensa. Ravel había firmado una auténtica obra maestra a partir de un material casi insignificante, pero él mismo rápidamente quedó exasperado por el éxito de esta partitura que consideraba sobre todo como una experiencia, y «llena de música». Cuando una dama gritó: «Au fou, au fou!» (¡Al loco, al loco!) después de haber oído la obra, el compositor confió a su hermano: «Celle-là, elle a compris!» (He ahí, ella lo ha comprendido.)
En octubre de 1928, Ravel recibió el doctorado en música honoris causa de la Universidad de Oxford. En su ciudad natal, inauguró, en agosto de 1930, el muelle que lleva su nombre.

#### Últimas obras maestras

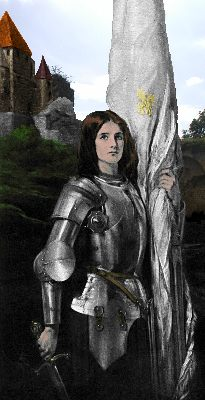
Jeanne d’Arc (Juana de Arco) o el gran sueño irrealizado del músico afectado por la enfermedad. «Nunca terminaré mi Jeanne d'Arc, esta ópera está allí, en mi cabeza, la oigo pero no la escribiré jamás, se acabó, ya no puedo escribir mi música.» (Ravel, noviembre de 1933).

De 1929 a 1931, Ravel concibió sus dos últimas obras maestras.  Fueron dos conciertos para piano y orquesta, compuestos simultáneamente y estrenados con pocos días de diferencia (enero de 1932) que son, sin embargo, dos obras muy diferentes. Al Concierto para la mano izquierda, composición grandiosa bañada de una oscura luz y teñida de fatalidad, respondió el brillante Concierto en sol, en el que el movimiento lento es una de las más íntimas meditaciones musicales del compositor. Junto a las tres canciones de Don Quijote a Dulcinea compuestas en 1932 sobre un poema de Paul Morand, los Conciertos marcan un punto final en la producción musical de Maurice Ravel.
En 1932, el compositor hizo una triunfal gira de conciertos en Europa Central en compañía de la pianista Marguerite Long para presentar, entre otras obras, su Concierto en sol. De regreso en Francia, después de haber grabado este concierto bajo su propia dirección, Ravel no tenía más que proyectos: en particular, un ballet, Morgiane, inspirado en Las mil y una noches, y sobre todo una gran ópera, Jeanne d'Arc (Juana de Arco), sobre la novela de Joseph Delteil. Empero, este afán quedó interrumpido.

### 1933-1937: Un trágico final
Desde el verano de 1933, Ravel comenzó a presentar los síntomas de una enfermedad neurológica que lo condenó al silencio en los últimos cuatro años de su vida. Desórdenes de la escritura, de la motricidad y el lenguaje fueron sus principales manifestaciones, mientras que su inteligencia se mantenía perfectamente y seguía pensando en su música, sin poder escribir o tocar una sola nota. La ópera Jeanne d'Arc, a la que el compositor concedía tanta importancia, nunca pudo llevarse a cabo. Se cree que un traumatismo craneoencefálico, consecuencia de un accidente en taxi del que fue víctima en octubre de 1932, fue lo que precipitó las cosas; pero Ravel parecía consciente de este trastorno hacía ya varios años (la tesis de la enfermedad de Pick es aún discutida, aunque hoy se cree que se trataba de una demencia frontotemporal). El público permaneció mucho tiempo ignorando la enfermedad del músico. Cada una de sus apariciones públicas le valía un triunfo, lo que hizo mucho más dolorosa su inacción.

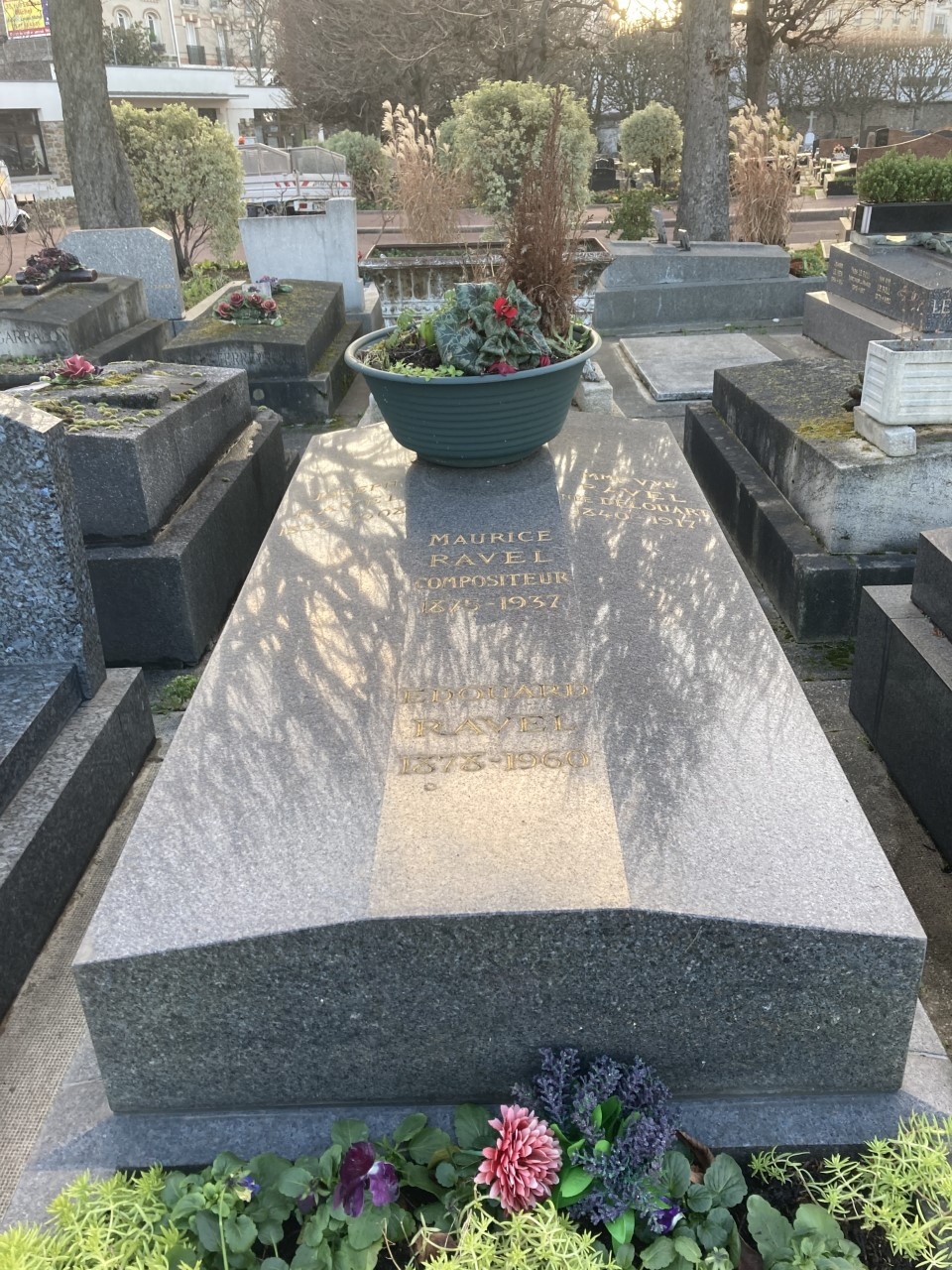
La tumba de Ravel.

En 1935, a propuesta de Ida Rubinstein (destinataria del Bolero), Ravel emprendió un último viaje a España y Marruecos que le dio un saludable consuelo, pero inútil. El músico se retiró definitivamente a Montfort-l’Amaury donde, hasta su muerte, pudo contar con la fidelidad y el apoyo de sus amigos y de su fiel ama de llaves, Madame Révelot. El mal siguió progresando. En diciembre de 1937 se intentó en París una intervención quirúrgica desesperada en su cerebro enfermo. El 28 de diciembre de 1937 murió Maurice Ravel, a los 62 años. Su muerte causó en el mundo una verdadera consternación que la prensa retransmitió en un unánime homenaje. El compositor descansa en el cementerio de Levallois-Perret cerca de sus padres y su hermano.
Con Ravel desapareció el último representante de una generación de músicos que habían sabido renovar la escritura musical sin renunciar nunca a los principios heredados del clasicismo. Por esa razón fue el último compositor cuya obra entera, siempre innovadora y nunca retrógrada, es considerada «completamente accesible a oídos profanos» (Marcel Marnat).

Nunca he intentado la necesidad de formular, para otros o para mí mismo, los principios de mi estética. Si tuviera que hacerlo, pediría permiso para atribuirme las sencillas declaraciones que Mozart hizo al respecto. Se limitó a decir que la música puede emprenderlo todo, atreverse a todo y a pintarlo todo, con tal encanto que al final permaneciese siempre la música
Ravel, Esquisse autobiographique, 1928

## Ravel y su arte

### Las influencias

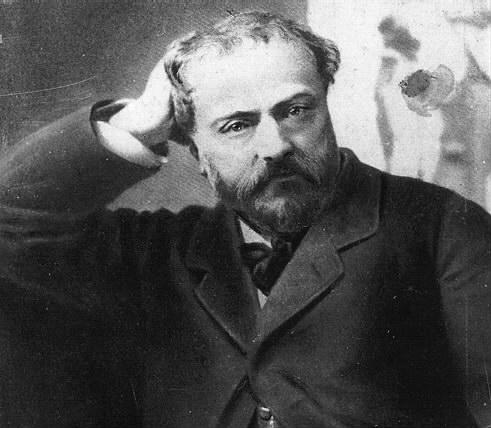
Ravel reconoció a Emmanuel Chabrier (1841–1894) como uno de sus principales inspiradores.

Nacido en un tiempo bastante propicio a la aparición de las artes, Ravel se benefició de influencias muy diversas. Mas, como lo destaca Vladimir Jankélévitch en su biografía, «ninguna influencia puede jactarse de haberlo conquistado totalmente (…). Ravel se sigue manteniendo imperceptible envidiosamente detrás de todas esas máscaras que le dieron los esnobismos del siglo».
Por ello, la música de Ravel parece, como la de Debussy, profundamente original, o incluso inmediatamente inclasificable de acuerdo a la estética tradicional. Ni absolutamente modernista ni simplemente impresionista (tal como lo hiciera Debussy, Ravel negaba categóricamente este calificativo que consideraba solo reservado a la pintura), se inscribe mucho más en la línea del clasicismo francés iniciado en el siglo XVIII por Couperin y Rameau y del cual fue su última prolongación. Por ejemplo, Ravel (al contrario que su contemporáneo Stravinski) no deseó nunca renunciar a la música tonal y solo utilizó con parsimonia la disonancia, lo que no le impidió por sus investigaciones hallar nuevas soluciones a los problemas planteados por la armonía y la orquestación, y dar a la escritura pianística nuevos caminos.

#### De Chabrier aljazz
De Fauré y Chabrier (Sérénade grotesque, Pavane pour une infante défunte, Menuet antique) a la música afro estadounidense (L’Enfant et les sortilèges, Sonata para violín, Concierto en sol) pasando por la escuela rusa (A la manera de… Borodine, orquestación de Cuadros de una exposición), Satie, Debussy (Jeux d’eau, Cuarteto de cuerdas), Couperin y Rameau (La Tumba de Couperin), Chopin y Liszt (Gaspard de la nuit, Concierto para la mano izquierda), Schubert (Valses nobles y sentimentales), Schönberg (Tres poemas de Mallarmé), y finalmente Saint-Saëns y Mozart (Concierto en sol), Ravel supo hacer una síntesis de corrientes extremadamente variadas e imponer su estilo a partir de sus primeras composiciones. Este estilo no tenía más que ir evolucionando poco a poco durante su carrera, tal como él mismo refirió al decir «dépouillement poussé à l’extrême» (depuración llevada al extremo) (Sonata por violín y violonchelo, Chansons madécasses).

#### El ecléctico

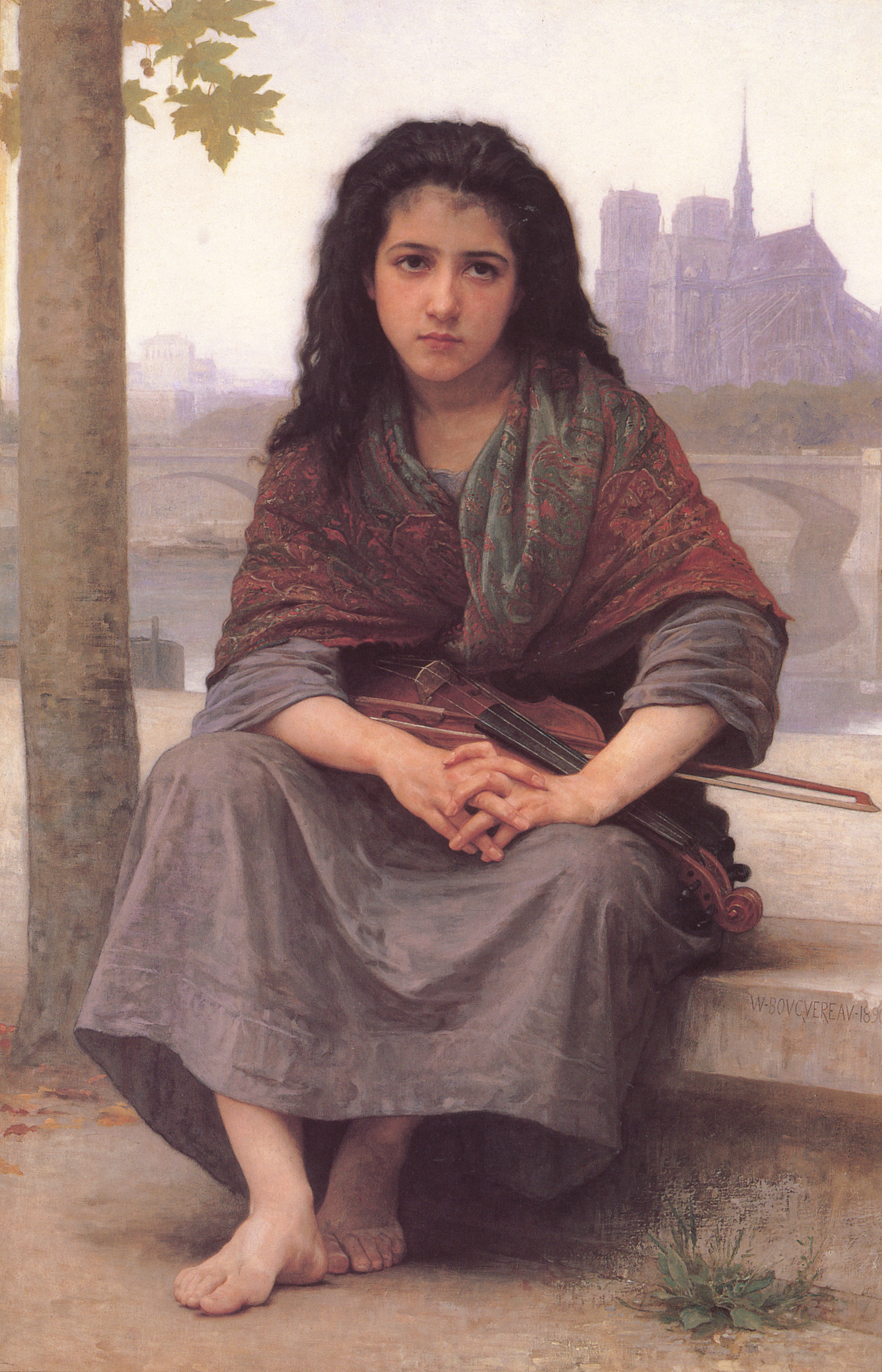
Enamorado de las nuevas sonoridades, Ravel se entusiasmó por la música gitana que le inspiraría su Tzigane, rapsodia de concierto para violín y orquesta (1924). Cuadro de Bouguereau.

Compositor ecléctico por excelencia, Ravel supo sacar provecho de su interés por las músicas de todos los orígenes. Sobre su imaginario musical tuvo notoria influencia el País Vasco (Trío en la menor) y fue su intención componer el concierto Zazpiak Bat, cuyo título (véase Zazpiak Bat) hace mención a la unidad de la nación vasca de las siete provincias o Euskal Herria. No obstante, Ravel abandonó esta pieza y utilizó sus temas y ritmos nacionalistas en otras de sus piezas. Asimismo, le influyó en gran medida España (Habanera, Pavana para una infanta difunta, Rapsodia española, Bolero, Don Quijote a Dulcinea), todo lo cual participó mucho en su renombre internacional, y consolidó también la imagen de un músico siempre enamorado del ritmo y las músicas populares. El Oriente (Shéhérazade, Introducción y Allegro, Mi madre la Oca), Grecia (Daphnis et Chloé, Canciones populares griegas) y la música gitana (Tzigane) lo inspiraron también.
La música afroestadounidense, que Gershwin le ayudó a descubrir durante la gira americana de 1928, fascinó a Ravel. Introdujo numerosas toques en las obras de su último período creativo (el ragtime en El niño y los sortilegios, el blues en el segundo movimiento de la Sonata para violín, sonoridades del jazz en el Concierto en sol y en el Concierto para la mano izquierda).
Finalmente, es necesario subrayar la fascinación que ejerció el mundo de la infancia sobre Ravel. Fuese en su propia vida (apego absoluto, casi infantil, a su madre, colección de juguetes mecánicos...) o en su obra (en Mi madre la oca y El niño y los sortilegios), Ravel regularmente expresó una extrema sensibilidad y un gusto pronunciado para lo fantástico y el mundo de los sueños.

### El orfebre sonoro
«Simplemente me niego absolutamente a confundir la conciencia del artista, que es una cosa, con su sinceridad, que es otra (…). Esta conciencia exige que desarrollemos en nosotros al buen obrero. Mi objetivo es, entonces, la perfección técnica. Puedo intentar alcanzarla sin cesar, puesto que estoy seguro que nunca podré alcanzarla. Lo importante es siempre acercarse cada vez más. El arte, sin duda, tiene otros efectos, mas el artista, a mi criterio, no debe tener otro objetivo». (Ravel, Esquisse autobiographique, 1928).
Esta búsqueda de la perfección contribuyó tanto a su éxito para el gran público como a su descrédito para algunos críticos. Mientras que su amigo Stravinski recordaba su meticulosidad calificándolo de «relojero suizo», algunos solo consideraron a su música vacía, fría o artificial. Ravel, que no renegó nunca de su amor por los artificios y los mecanismos, buscaba siempre, citando a Edgar Allan Poe, «el punto medio entre la sensibilidad y la inteligencia», replicó con una frase que se han convertido en célebre: «Pero, ¿es que acaso la gente no puede hacerse con la idea de que yo sea "artificial" por naturaleza?»
Pareciera que componer nunca fue cosa fácil para Ravel. Allí donde Mozart habría podido dejar libre curso a su imaginación, su absoluta negativa a ceder a aquella «aborrecible sinceridad del artista» le dio el gusto de la dificultad autoimpuesta, y más aún de la dificultad resuelta. Seguramente es lo que explica el número no tan grande de obras, en un período creativo de alrededor de cuarenta años. Por las mismas razones, varios proyectos de Ravel quedaron inconclusos, siendo el más significativo La Cloche engloutie (La campana enterrada, proyecto de ópera de 1906). Plenamente consciente de su carácter, Ravel pudo confiar a Manuel Rosenthal: «Sí, mi genio, es cierto, yo lo tengo. ¿Pero qué es lo que esto realmente significa? Ah, bien, si todo el mundo supiera trabajar como yo sé trabajar, todo el mundo haría obras tan brillantes como las mías».
En cualquier caso, desde la increíble obertura de La hora española a las onomatopeyas de El niño y los sortilegios, del pedal obstinado de si bemol del Gibet en Gaspard de la nuit a la rigidez rítmica y temporal del Bolero, esta terquedad en la búsqueda de la perfección y este gusto del riesgo forman parte integral de la leyenda raveliana.

### El orquestador

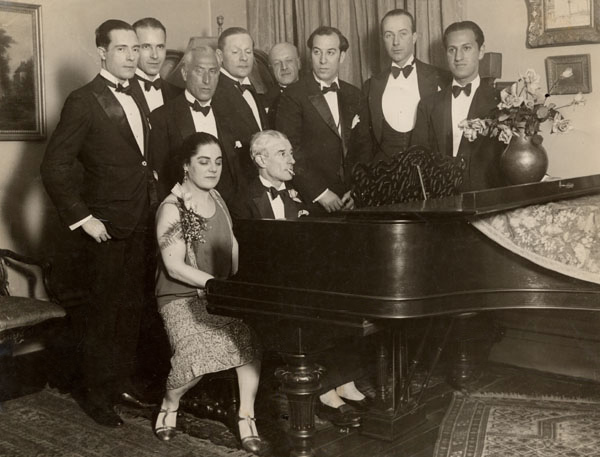
En una celebración por su cumpleaños el 7 de marzo de 1928, Ravel fumando y sentado al piano con la cantante Éva Gauthier, a la derecha (de pie y con un pañuelo en el saco) el director Leide-Tedesco, y al extremo derecho, de pie, George Gershwin. Foto de la gira americana del compositor.

Ravel fue, según Marcel Marnat «el más grande orquestador francés», y de acuerdo al dictamen de numerosos melómanos, especialistas o no, uno de los mejores orquestadores de la historia de la música occidental. Su obra más famosa, el Bolero, ¿no debe su éxito solo a la variación de los timbres y al inmenso crescendo orquestal?
Maestro curtido en el manejo del timbre (aunque sin ser él mismo adepto de numerosos instrumentos), sabiendo encontrar el equilibrio armonioso más sutil, Ravel supo trascender numerosas obras originales (generalmente escritas para piano) y otorgarles una nueva dimensión, tanto obras suyas (Mi madre la oca, 1912, Valses nobles y sentimentales, 1912, Alborada del gracioso, 1918, La tumba de Couperin, 1919...) como de sus eminentes colegas: Músorgski (Jovánschina, 1913), Schumann (Carnaval, 1914), Chabrier (Menuet pompeux, 1918), Debussy (Sarabande et Danse, 1923) o incluso Chopin (Estudio, Nocturno y Vals, 1923).
Pero sería la orquestación de los célebres Cuadros de una exposición de Modest Petróvich Músorgski, comisión de Serge Koussevitzki para la Orquesta Sinfónica de Boston terminada en 1922, la que sentó definitivamente la reputación internacional de Ravel en la materia. Su versión sigue siendo referencial y eclipsa la de otros compositores que lo han intentado. Los Cuadros orquestados por Ravel forman parte, junto al Bolero, de las obras francesas más interpretadas en el extranjero.

### El intérprete
Ravel fue un buen pianista sin llegar a ser un virtuoso (algunas de sus propias composiciones, en particular, el Concierto en sol, que él mismo soñaba interpretar, le siguieron siendo inaccesibles). Durante su gira americana en 1928, tocó su Sonatina, acompañó en su Sonata para violín y algunas de sus canciones.
Podría decirse, también, que como director de orquesta, nunca igualó su calidad como orquestador. Las dos grabaciones que dejó (un Bolero de 1930 y un Concierto en sol de 1932) y los testimonios de su época confirman que Ravel no era un virtuoso en el podio.

## Obras principales
La obra de Maurice Ravel se caracteriza en forma general por:
- Su cantidad relativamente modesta en comparación con la de algunos de sus contemporáneos.
- Su gran diversidad, pues abordó todas las formas musicales a excepción de la música religiosa
- Su notable proporción de reconocidas obras maestras.

El catálogo completo establecido por Arbie Orenstein y completado por Marcel Marnat cuenta con 111 obras terminadas por Maurice Ravel entre 1887 y 1933:
- 86 obras originales.
- 25 arreglos o adaptaciones.

Las siguientes 60 obras son consideradas principales:

### Obras originales
| Período           | Título                            | Instrumentación                                                                              | Partes / Indicaciones |
| ----------------- | --------------------------------- | -------------------------------------------------------------------------------------------- | --- |
| Obras para piano  |                                   |                                                                                              | |
| 1892-93           | Serenata grotesca                 | Piano a 2 manos                                                                              | Très rude |
| 1895              | Menuet antique                    | Piano a 2 manos                                                                              | Maestoso |
| 1895              | Habanera                          | 2 pianos                                                                                     | En demi-teinte et d'un rythme las |
| 1899              | Pavana para una infanta difunta   | Piano a 2 manos                                                                              | Assez doux, mais d'une sonorité large |
| 1901              | Jeux d'eau                        | Piano a 2 manos                                                                              | Très doux |
| 1903 - 05         | Sonatina                          | Piano a 2 manos                                                                              | I. Modéré - II. Mouvement de menuet - III. Animé |
| 1904 - 05         | Espejos                           | Piano a 2 manos                                                                              | I. Noctuelles - II. Oiseaux tristes - III. Une barque sur l'océan IV. Alborada del gracioso - V. La vallée des cloches                                                        |
| 1908              | Gaspard de la nuit                | Piano a 2 manos                                                                              | I. Ondine - II. Le gibet - III. Scarbo |
| 1908-10           | Mi madre, la oca                  | Piano a 4 manos                                                                              | I. Pavane de la Belle au bois dormant - II. Petit Poucet - III. Laideronnette, impératrice des pagodes - IV. Les entretiens de la Belle et de la Bête - V. Le jardin féerique |
| 1909              | Menuet sur le nom de Haydn        | Piano a 2 manos                                                                              | Mouvement de menuet |
| 1911              | Valses nobles y sentimentales     | Piano a 2 manos                                                                              | I. Modéré. Très franc - II. Assez lent - III. Modéré - IV. Assez animé - V. Presque lent VI. Vif - VII. Moins vif - VIII. Épilogue. Lent                                      |
| 1912              | A la manière de... Chabrier       | Piano a 2 manos                                                                              | Allegretto |
| 1912              | A la manière de... Borodine       | Piano a 2 manos                                                                              | Valse. Allegro giusto |
| 1914-17           | Le Tombeau de Couperin            | Piano a 2 manos                                                                              | I. Prélude - II. Fugue - III. Forlane - IV. Rigaudon - V. Menuet - VI. Toccata                                                                                                |
| 1918              | Frontispice                       | 2 pianos a 5 manos                                                                           | Pas d'indication |
| Obras orquestales |                                   |                                                                                              | |
| 1898              | Ouverture de Shéhérazade          | Orquesta                                                                                     | Ouverture de féerie |
| 1907              | Rapsodie espagnole                | Orquesta                                                                                     | I. Prélude à la nuit - II. Malagueña - III. Habanera - IV. Feria |
| 1909-12           | Daphnis et Chloé                  | Orquesta y coros                                                                             | Symphonie chorégraphique en deux parties |
| 1919-20           | La Valse                          | Orquesta                                                                                     | Mouvement de valse viennoise - Un peu plus modéré - 1.er Mouvement - Assez animé                                                                                              |
| 1922-24           | Tzigane                           | Violín y orquesta                                                                            | Lento - Moderato - Allegro |
| 1928              | Boléro                            | Orquesta                                                                                     | Tempo di Bolero moderato assai |
| 1929-30           | Concierto para la mano izquierda  | Piano y orquesta                                                                             | Lento - Allegro - Tempo I |
| 1929-31           | Concierto para piano en sol mayor | Piano y orquesta                                                                             | I. Allegramente - II. Adagio assai - III. Presto |
| Música de cámara  |                                   |                                                                                              | |
| 1897              | Sonate posthume                   | Violín, piano                                                                                | Allegro moderato |
| 1902-03           | Quatuor à cordes en fa majeur     | 2 violines, viola, violoncelo                                                                | I. Allegro moderato - II. Assez vif, très rythmé III. Très lent - IV. Vif et agité                                                                                            |
| 1905              | Introduction et Allegro           | Arpa, flauta, clarinete, 2 violines, viola, violoncelo                                       | Introduction - Allegro |
| 1914              | Trio en la mineur                 | Piano, violín, violoncelo                                                                    | I. Modéré - II. Pantoum. Assez vif - III. Passacaille. Très large - IV. Finale. Animé                                                                                         |
| 1920-22           | Sonate pour violon et violoncelle | Violín, violoncelo                                                                           | I. Allegro - II. Très vif - III. Lent - IV. Vif, avec entrain |
| 1924              | Tzigane                           | Violínn, piano ou luthéal                                                                    | Lento - Moderato - Allegro |
| 1927              | Sonate pour violon et piano       | Violín, piano                                                                                | I. Allegretto - II. Blues. Moderato - III. Perpetuum mobile |
| Música vocal      |                                   |                                                                                              | |
| 1897-99           | Deux épigrammes                   | Soprano y piano                                                                              | I. D'Anne jouant de l'espinette - II. D'Anne qui me jecta de la neige - (Clément Marot)                                                                                       |
| 1903              | Shéhérazade                       | Soprano y orquesta                                                                           | I. Asie - II. La flûte enchantée - III. L'indifférent - (Tristan Klingsor) |
| 1906              | Histoires naturelles              | Voz y piano                                                                                  | I. Le paon - II.Le grillon - III. Le cygne - IV. Le martin-pêcheur - V. La pintade - (Jules Renard)                                                                           |
| 1907              | Chansons populaires grecques      | Soprano y piano                                                                              | I. Chanson de la mariée - II. Là-bas, vers l'église - III. Quel galant m'est comparable IV. Chanson des cueilleuses de lentisques - V. Tout gai ! - (Folclore de Grecia)      |
| 1913              | Trois poèmes de Mallarmé          | Voz y orquesta de cámara                                                                     | I. Soupir - II. Placet futile - III. Surgi de la croupe et du bond - (Stéphane Mallarmé)                                                                                      |
| 1914              | Mélodies hébraïques               | Voz y piano                                                                                  | I. Kaddich - II. L'énigme éternelle - (Folclore de Israel) |
| 1922              | Chansons madécasses               | Soprano/barítono, piano, flauta y violoncelo                                                 | I. Nahandove - II. Aoua - III. Il est doux - (Évariste Parny) |
| 1923-24           | Ronsard à son âme                 | Voz y piano                                                                                  | Amelette Ronsardelette - (Pierre de Ronsard) |
| 1927              | Rêves                             | Voz y piano                                                                                  | Un enfant court - (Léon-Paul Fargue) |
| 1932-33           | Don Quichotte à Dulcinée          | Barítono y piano/orquesta                                                                    | I. Chanson romanesque - II. Chanson épique - III. Chanson à boire - (Paul Morand)                                                                                             |
| Obras líricas     |                                   |                                                                                              | |
| 1907-11           | L'Heure espagnole                 | Opéra para 5 voces solistas con orquesta sobre libreto de Franc-Nohain                       | Opéra para 5 voces solistas con orquesta sobre libreto de Franc-Nohain |
| 1919-25           | L'enfant et les sortilèges        | Fantasía lírica en dos partes para solistas y coros con orquesta sobre un libreto de Colette | Fantasía lírica en dos partes para solistas y coros con orquesta sobre un libreto de Colette                                                                                  |

### Obras adaptadas
| Arreglos a sus propias obras |                                 |                           | |
| Período                      | Título                          | Arreglo                   | Partes / Indicaciones |
| 1906                         | Une barque sur l'océan          | Orquestación              | D'un rythme souple |
| 1910                         | Pavane pour une infante défunte | Orquestación              | Lent |
| 1911-12                      | Mi madre, la oca                | Orquestación              | I. Prélude - II. Danse du rouet et scène - III. Pavane de la Belle au bois dormant IV. Les entretiens de la Belle et de la Bête - V. Petit Poucet - VI. Interlude - VII. Laideronnette, impératrice des pagodes - VIII. Le jardin féerique |
| 1912                         | Vals nobles et sentimentales    | Orquestación              | I. Modéré. Très franc - II. Assez lent - III. Modéré - IV. Assez animé - V. Presque lent - VI. Vif VII. Moins vif - VIII. Epilogue. Lent                                                                                                   |
| 1918                         | Alborada del gracioso           | Orquestación              | Assez vif |
| 1919                         | Le Tombeau de Couperin          | Orquestación              | I. Prélude - II. Forlane - III. Menuet - IV. Rigaudon |
| 1920                         | La Valse                        | Reducciones para 2 pianos | Mouvement de valse viennoise |
| 1929                         | Boléro                          | Reducción para piano      | Tempo di Bolero moderato assai |
| 1929                         | Menuet antique                  | Orquestación              | Maestoso |
| 1932                         | Concerto en sol de Ravel        | Reducción para 2 pianos   | I. Allegramente - II. Adagio assai - III. Presto |

| Arreglos de otras obras |                                   |                   |                                |                                                  |
| Período                 | Título                            | Autor original    | Arreglo                        | Partes / Indicaciones                            |
| 1909                    | Trois Nocturnes                   | Claude Debussy    | Reducción para 2 pianos        | I. Nuages - II. Fêtes - III. Sirènes             |
| 1910                    | Prélude à l'après-midi d'un faune | Claude Debussy    | Reducción para piano a 4 manos | Très modéré                                      |
| 1913                    | Khovantchina                      | Modest Músorgski  | Orquestación                   | Orquestación completada con Ígor Stravinski      |
| 1914                    | Carnaval                          | Robert Schumann   | Orquestación                   |                                                  |
| 1914                    | Les Sylphides                     | Frédéric Chopin   | Orquestación                   | I. Prélude - II. Nocturne - III. Valse           |
| 1917-1918               | Menuet pompeux                    | Emmanuel Chabrier | Orquestación                   | Extraída de Dix Pièces pittoresques              |
| 1922                    | Tableaux d'une exposition         | Modest Músorgski  | Orquestación                   | 10 tableaux et 5 promenades                      |
| 1923                    | Sarabande et Danse                | Claude Debussy    | Orquestación                   | I. Sarabande - II. Danse ou Tarentelle styrienne |

### Obras más interpretadas
Así, el Bolero permaneció en el primer lugar de la clasificación mundial de derechos de la SACEM, (Sociedad de Autores, Compositores y Editores de Música de Francia) hasta 1993, seguido de cerca por la orquestación de los Cuadros de una exposición de Músorgski.
En 1994 y 1995, dentro de las 10 obras más exportadas de la SACEM, cinco eran de Ravel:
- Bolero
- Cuadros de una exposición
- Daphnis et Chloé
- Concierto en sol
- Mi madre la oca

Incluso en 2004, el Bolero ocupaba la tercera posición.